# Намеловая растительность у села Свято-Покровское
Намеловая растительность у села Свято-Покровское — ботанический заказник местного значения. Находится в Бахмутском районе Донецкой области на северной окраине села Свято-Покровское. (координаты села Кирово: 48°49′47″ ю. ш. 38°03′22″ в. д.) Статус заказника присвоен решением областного совета н. д. от 25 марта 1995 года.
На территории заказника произрастает 50 видов растений, из них 15 видов занесены в Красную книгу Украины. Среди них:
- бурачок голоножковый,
- дрок донской,
- иссоп меловой,
- льнянка меловая,
- норичник меловой.

При создании заказника в 1995 году под него отводилась площадь в 150 га. 21 сентября 2006 года на сессии Донецкого областного совета было принято решение о изменении границ заказника за счёт присоединения к нему природных территорий площадью 192,3 га, в том числе: пастбища — 88,4 га, каменистые места — 77,3 га, овраги — 21,1 га, пески — 1,8 га, кустарники — 3,1 га, хозяйственные дороги — 0,6 га из земель запаса Резниковского сельского совета Бахмутского района без их изъятия. В результате чего общая площадь территории заказника увеличилась до 342,3 га. Решение о расширении площади принималось по ходатайству Киевского эколого-культурного центра.